# 磷酸鐵鋰
磷酸鐵鋰（分子式：LiFePO4，英文：Lithium iron phosphate，又稱磷酸鋰鐵、鋰鐵磷，簡稱LFP），是一種鋰離子電池的正極材料。以其正极材料命名的磷酸铁锂电池也稱為鐵鋰電池，特色是不含鈷等貴重元素，原料價格低且磷、鐵存在於地球的資源含量豐富，不會有供料問題。其工作電壓3.3V、单位重量下電容量大（170mAh/g）、高放電功率、可快速充電且循環壽命長，在高溫與高熱環境下的穩定性高。這個看似不起眼卻引發鋰電池革命的新材料，為橄欖石結構分類中的一種，礦物學中的學名稱為 triphyllite，是從希臘字的 tri- 以及 fylon 兩個字根而來，在礦石中的顏色可為灰色、紅麻灰色、棕色或黑色，相關的礦物資料可參考：。

## 化學式
磷酸铁锂的化學式是LiFePO4，属于磷酸盐锂电池LiMPO4的一种，物理結構則為橄欖石結構，而其中的 M 可以是任何金屬，包括 Fe、Co、Mn、Ti 等等，由於最早將 LiMPO4 商業化的公司所製造的材料是 C/LiFePO4，因此大家就這麼習慣地把 Lithium iron phosphate 其中的一種材料 LiFePO4 當成是磷酸盐锂电池。從橄欖石結構的化合物而言，可以用在鋰離子電池的正極材料並非只有 LiMPO4 一種，據目前所知，與 LiMPO4 相同皆為橄欖石結構的 Lithium iron phosphate 正極材料還有 AyMPO4、Li1-xMFePO4、LiFePO4･MO 等三種與 LiMPO4 不同的橄欖石化合物（均可簡稱為LFP）。

## 發現
一般認為美國德州大學的 Arumugam Manthiram 和约翰·B·古迪纳夫（John. B. Goodenough）教授是最初認識到磷酸鋰鐵可以做為鋰離子電池正極材料的研究人員。1996年日本的 NTT 發表 AyMPO4（A為鹼金屬，M 為 Co Fe 兩者之組合：LiFeCoPO4）的橄欖石結構的鋰電池正極材料，1997年美國德州大學的约翰·B·古迪纳夫教授等研究团队，也接著報導了 LiFePO4 的可逆性地遷入脫出鋰的特性，這種新型的橄欖石結構（LiMPO4），使得該材料受到了極大的重視，並引起廣泛的研究和迅速的發展。與傳統的鋰離子電池正極材料，尖晶石結構的 LiMn2O4 和層狀結構的 LiCoO2 相比，LiMPO4 的原物料來源更廣泛、價格更低廉且無環境污染。

## 運作原理
LFP 橄欖石結構的鋰電池正極材料，已經有多家上游專業材料廠展開量產，預料將徹底大幅擴張鋰電池的應用領域，將鋰電池帶到擴展至電動自行車、油電混合車與電動車的新境界；日本東京工業大學由山田淳夫教授所領導的一個研究小組，在2008年8月11日出版的《自然·材料》報告說，磷酸鋰鐵離子電池將會被用作清潔環保的電動汽車的動力裝置，其前景被普遍看好。由山田淳夫教授所領導的東京工業大學與東北大學的聯合研究人員，使用中子射線照射磷酸鐵，然後分析中子和物質之間的相互作用來研究鋰離子在磷酸鐵中的運動狀態。研究人員的結論是，在磷酸鋰鐵中，鋰離子按照一定方向筆直地擴散開去，這與鋰離子在現有的鈷等電極材料中的運動方式不同。這樣的結論與原先推估的理論完全一致，使用中子繞射分析的結果，更加證實了磷酸鋰鐵（LFP）可以確保鋰電池的大電流輸出輸入的安全性。

## 物理化學性質
磷酸鋰鐵化學分子式的表示法為：LiMPO4，其中鋰為正一價；中心金屬鐵為正二價；磷酸根為負三價，中心金屬鐵與周圍的六個氧形成以鐵為中心共角的八面體 FeO6，而磷酸根中的磷與四個氧原子形成以磷為中心共邊的四面體 PO4，藉由鐵的 FeO6 八面體和磷的 PO4 四面體所構成的空間骨架，共同交替形成 Z 字型的鏈狀結構，而鋰離子則佔據共邊的空間骨架中所構成的八面體位置，晶格中 FeO6 通過 bc 面的共用角連結起來，LiO6 則形成沿著 b 軸方向的共邊長鏈，一個 FeO6 八面體與兩個 LiO6 八面體和一個 PO4 四面體共邊，而 PO4 四面體則與一個 FeO6 八面體和兩個 LiO6 八面體共邊。在結晶學的對稱分類上屬於斜方晶系中的 Pmnb 空間群，單位晶格常數為 a=6.008Å，b=10.334Å，c=4.693Å，單位晶格的體積為 291.4Å3。由於結構中的磷酸基對整個材料的框架具有穩定的作用，使得材料本身具有良好的熱穩定性和循環性能。
LiMPO4 中的鋰離子不同於傳統的正極材料 LiMn2O4 和 LiCoO2，其具有一維方向的可移動性，在充放電過程中可以可逆的脫出和遷入並伴隨著中心金屬鐵的氧化與還原。而 LiMPO4 的理論電容量為 170mAh/g，並且擁有平穩的電壓平台 3.45V。其鋰離子遷入脫出的反應如下所式：
{\displaystyle {\rm {LiFe(II)PO_{4}\leftrightarrow Fe(III)PO_{4}+Li^{+}+e^{-}(1)\,}}}
鋰離子脫出後，生成相似結構的 FePO4，但空間群也為 Pmnb，單位晶格常數為 a=5.792Å，b=9.821Å，c=4.788Å，單位晶格的體積為 272.4Å3，鋰離子脫出後，晶格的體積減少，這一點與鋰的氧化物相似。而 LiMPO4 中的 FeO6 八面體共頂點，因為被 PO43− 四面體的氧原子分隔，無法形成連續的 FeO6 網路結構，從而降低了電子傳導性。另一方面，晶體中的氧原子接近於六方最密堆積的方式排列，因此對鋰離子僅提供有限的通道，使得室溫下鋰離子在結構中的遷移速率很小。
在充電的過程中，鋰離子和相應的電子由結構中脫出，而在結構中形成新的 FePO4 相，並形成相界面。在放電過程中，鋰離子和相應的電子遷入結構中，並在 FePO4 相外面形成新的 LiMPO4 相。因此對於球形的正極材料的顆粒，不論是遷入還是脫出，鋰離子都要經歷一個由外到內或者是由內到外的結構相的轉換程。材料在充放電過程中存在一個決定步驟，也就是產生 LixFePO4 / Li1-xFePO4 兩相界面。隨著鋰的不斷遷入脫出，界面面積減小，當到達臨界表面積後，生成的 FePO4 電子和離子導電率均低，成為兩相結構。因此，位於粒子中心的 LiMPO4 得不到充分利用，特別是在大電流的條件下。
若不考慮電子導電性的限制，鋰離子在橄欖石結構中的遷移是通過一維通道進行的，並且鋰離子的擴散係數高，並且 LiMPO4 經過多次充放電，橄欖石結構依然穩定，鐵原子依然處於八面體位置，可以做為循環性能優良的正極材料。在充電過程中，鐵原子位於八面體位置，均處於高自旋狀態。

## LFP的再改良
目前 LFP 材料本身較差的導電性和較低的鋰離子擴散係數一直是阻礙其實用化的最主要原因，因而促使各國學者在提高 LiMPO4 的導電能力的方面展開了研究。但由於其極低的電子導電率（10-10~10-9 S/cm）是限制其實際應用的最主要因素。A123 已經能夠透過包覆、取代、製備成奈米級材料等改質的方法來克服此一缺點。加入導電物質為了提高脫鋰後的 FePO4 的電子導電性，可以在 LiMPO4 粉末間引入分散性能良好的導電劑，例如碳黑或碳，可以明顯提高粒子間的導電性能，使得 LiMPO4 的利用效率提高，可逆電容量可以達到理論值的95%，即使是在5C的大電流充放電條件下循環性能表現亦十分良好。
另外，利用無機氧化物進行表面包覆的方法亦是提高結構穩定性增加材料導電度的手段之一，在傳統的 LiCoO2 中包覆後的循環性能有了明顯的提高，並且包覆層可以防止鈷的溶解，抑制電容量的衰退，同樣地，將 LiMPO4 晶粒進行無機物（如 ZnO 或 ZrO2）的表面包覆，除了可以改善循環壽命上的表現，亦可增進電容量與大電流放電時的表現。
由於加入導電性碳能夠提高 LiMPO4 的利用效率，而像是日本三井造船與 Aleees 則發表加入其他具有導電性能的金屬如銅或銀的粒子也可以達到同樣的效果，加入1%重量百分比的金屬後，可逆容量可達140mAh/g，而且大電流放電性能都比較理想。
这种电池的低温特性需要改进，在-20度时，容量只有50%，这样一来，很多用了这种电池的产品无法销售到一些冬天比较寒冷之地区，比如中国的北方、北欧、北美等等。

### 金屬位置的取代
為了提高 LiMPO4 的利用效率，也可以進行鐵原子位置或鋰原子位置的取代，A123 與 VALENCE 曾經發表以鎂、鈦、錳、鋯、鋅進行取代；以鋅的取代為例，由於鋅的離子半徑與鐵的離子半徑相近，因此以鋅原子取代之後，LiMPO4 的結晶性有一定程度的提高。而藉由循環伏安法的量測可以看出，經由金屬原子取代之後的 LiFe1-xMxPO4，鋰離子遷入和脫出的可逆性可以得到提升，並且也抑制了二價鐵離子在脫出鋰後變為三價鐵時，晶格體積變小後產生往返路徑變化的影響。

### LFP製備方式改良與工業化
與鋰金屬氧化物一樣，LiMPO4 可以採用的合成製作方式大約分為以下的方法：
1. 固相合成法
2. 乳化乾燥法
3. 溶膠凝膠法
4. 溶液共沉法
5. 氣相沉積法
6. 電化學合成法
7. 電子束輻照合成法
8. 微波法
9. 水熱法
10. 超音波裂解法
11. 噴霧裂解法等，

依據工藝的不同可以達到不同的結果，例如，乳化乾燥法是先將煤油與乳化劑混合，然後與鋰鹽、鐵鹽的水溶液混合，利用該法可以控制碳粒子的大小在奈米範圍，而採用水熱法可以得到晶形良好的 LiMPO4，但是為了加入導電碳，在水溶液中加入聚乙二醇，再藉由熱處理過程轉變為碳，而氣相沉積法可以用來製備薄膜型態的 LiMPO4。